# Даниэль, Марк Наумович
Марк Нау́мович Даниэ́ль (идиш מ. דאניעל‎ — М. Дани́эл, настоящее имя — Дани́эл-Мо́рдхе (Абрам Ме́нделевич) Мееро́вич; 4 января 1900, Двинск, Витебская губерния, Российская Империя — 25 ноября 1940, Ялта, Крым, РСФСР, СССР) — еврейский советский писатель и драматург. Автор исходного варианта песни «Орлёнок».

## Биография
Родился в 1900 году в Двинске в семье портного (по другой версии — раввина) Ноах-Менделя Иоселевича Мееровича и его жены Ханы-Бейлы Мордковны Меерович (Розенберг). В семье было 9 детей. Двое умерли маленькими, четверо в начале XX века эмигрировали в США. С родителями оставались старший Абрам-Мордкэ-Даниэл (будущий писатель Марк Даниэль) и младшая дочь — Ева. В стране оставался и рано ушедший из дому и примкнувший к революционерам старший брат  Шмуэль. С началом Первой Мировой войны семья оказалась в глубине России, в городе Осе на Каме. Отец умер. С началом Гражданской войны в городе было неспокойно и Марк пропал. Мать и сестра считали, что он присоединился к Красной армии во время боев за Осу, безуспешно пытались найти его и в конце-концов решили вернуться в Двинск. Однако дом их во время войны был разрушен и Хана Мордкона с Евой перебрались в США к старшим детям.
Потеряв связь с родными, Марк скитался по разным городам, перепробовав профессии от рабочего до учителя; в конце-концов перебрался в Москву и поступил на филологический факультет Второго Московского государственного университета. Окончил ВУЗ в 1925 году. Тогда же начал писать и печататься.
Умер в 1940 году в возрасте 40 лет в Крыму от туберкулёза.

## Произведения
Повести:
- «В такое время» (1924),
- «Покинутые особняки» (1928),
- «На пороге» (1928)

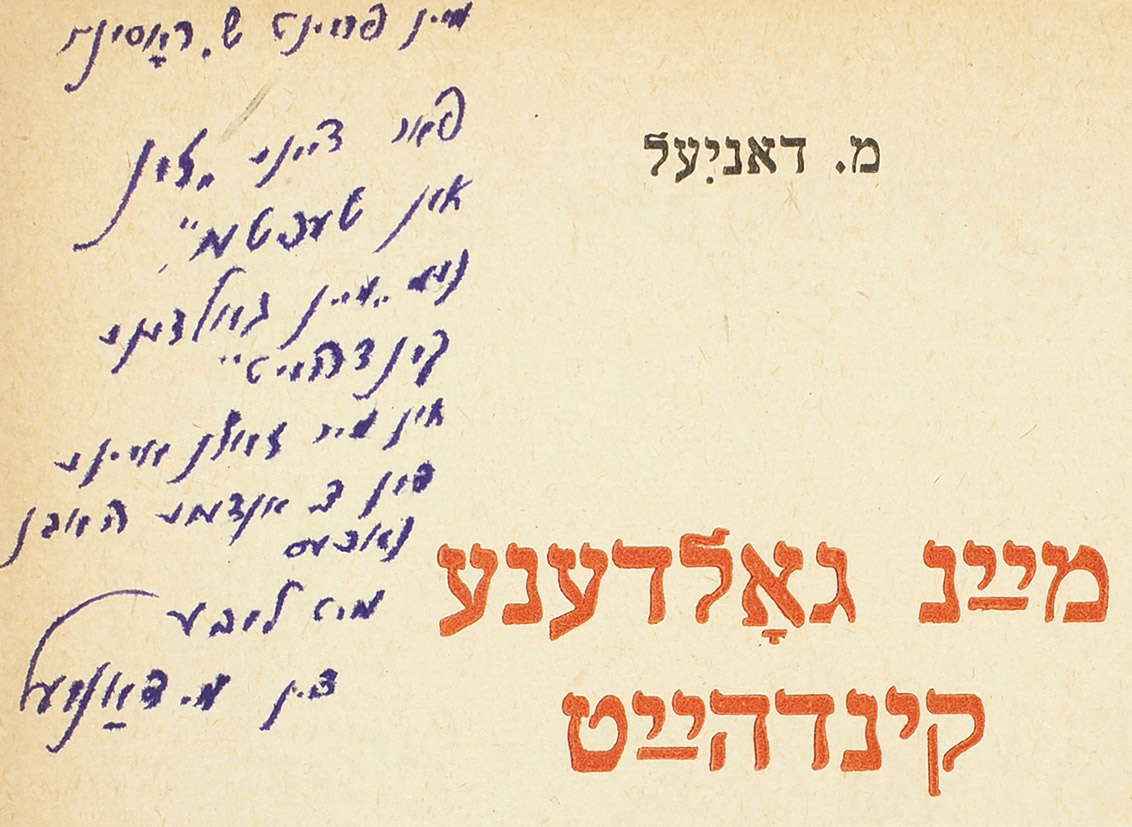
Обложка книги Марка Даниэля «Мое золотое детство» с посвящением Самуилу Росину

- «Юлис» (1930) об истории революционных событий в Вильне. Действие романа основано на реальных событиях 1919 года, а главный герой — Юлий Абрамович Шимелиович (1890—1919) — революционер, связанный с Бундом и РКП(б).[9][7]
- «Мое золотое детство» (идиш מײַן גאָלדענע קינדהײַט‎ — «Main goldene kindhait») (1939)[10]

Рассказы:
- Лейбка Берлинчик // "Пионер". – 1927. – № 22 стр 8-12[11]

Пьесы:
- «Четыре дня»[англ.] (Fir teg — идиш פיר טעג‎, 1932) — авторская инсценировка романа «Юлис». Пьеса была поставлена ГОСЕТом и многими другими еврейскими театрами, включая американские.[7]
- «Зямка Копач» (1936) — пьеса об эпохе Гражданской войны в Белоруссии. Городок близ Молодечно заняли польские войска, и 15-летний сирота, ученик сапожника, а ныне красноармеец Зямка Копач попадает в тюрьму со своими однополчанами. Узнав, что их командиру Андрею Кудрявцеву грозит расстрел, Зямка обманывает охрану, убегает из тюрьмы и связывается с подпольем, которое отбивает Кудрявцева. В тюрьме Зямка сочиняет песню, которая в итоге становится гимном отряда. Эта песня, впервые появившаяся в пьесе «Зямка Копач», стада позже знаменитым «Орлёнком». Пьеса и песня были написаны автором на идиш. Позже пьеса была переведена Б. Х. Черняком на русский язык и шла в театрах под названием «Хлопчик». Художественный перевод песни несколько отличался от оригинала. Затем Я. М. Шведов переписал и дополнил уже этот вариант песни и уже в новом авторстве «Орленок» стал широко известен[12].
- «Иоганн Гутенберг» (1936), в русском переводе шла под названием «Изобретатель и комедиант» (1937) и была поставлена в Центральном Детском театре. Сюжет пьесы строится вокруг изобретения печатного станка Иоганном Гуттенбергом и судьбы Гутенберга. В пьесе имеется еще один основной герой — комедиант Зигфрид, друг Гутенберга, представляющий голос простого народа.[13] Музыку к спектаклю написал Дмитрий Кабалевский[13], а на основе этого произведения им была создана сюита «Комедианты»[англ.], соч. 26.

- «Соломон Маймон» (1939). Пьеса о философе Соломоне Маймоне была опубликована уже после смерти автора в 1940 году. В том же году состоялась ее премьера в ГОСЕТ (постановка Соломона Михоэлса, художник Р. Фальк, композитор Л. Пульвер)[14]. Маймона играл Вениамин Зускин, Моисея Мендельсона — Зиновий Каминский[15]. Спектакль был хорошо принят. Лев Квитко, например, писал, что «Зускин сумел сделать незримое событие — процесс мышления — зримым и ощутимым»[16].

## Семья
Сыновья:
- Даниил Абрамович Ласков (1922—1941) — пропал без вести в августе 1941 года[4]
- Юлий Маркович Даниэль (1925—1988) — писатель.

Дочь
- учитель русского языка и литературы Мария Абрамовна Слуцкер, девичья фамилия — Браилова[4].